# Kościół Najświętszego Serca Pana Jezusa w Gardei
Kościół Najświętszego Serca Pana Jezusa w Gardei – rzymskokatolicki kościół parafialny w Gardei, w gminie Gardeja, w powiecie kwidzyńskim, w województwie pomorskim. Należy do dekanatu Kwidzyn - Zatorze diecezji elbląskiej.

## Historia
Po przyłączeniu Gardei do Niemiec w wyniku plebiscytu na Warmii i Mazurach w 1920 roku, Polacy wyzwania rzymskokatolickiego zakupili budynek dawnej karczmy przebudowując go na kaplicę. Dzięki staraniom Antoniego Paczkowskiego w 1931 roku powstała w mieście polska parafia rzymskokatolicka.
Świątynia została wybudowana w stylu modernistycznym w latach 1931–1932 według projektu architekta Grenza z Kwidzyna. Konsekrowana w 1932 roku przez biskupa warmińskiego Maksymiliana Kallera. W kościele można zobaczyć malowidła ścienne, krzyż misyjny z 1931 roku, a także oryginalny ołtarz ze świętą Jadwigą trzymającą w dłoniach makietę świątyni.